# 虐殺されたヨーロッパのユダヤ人のための記念碑

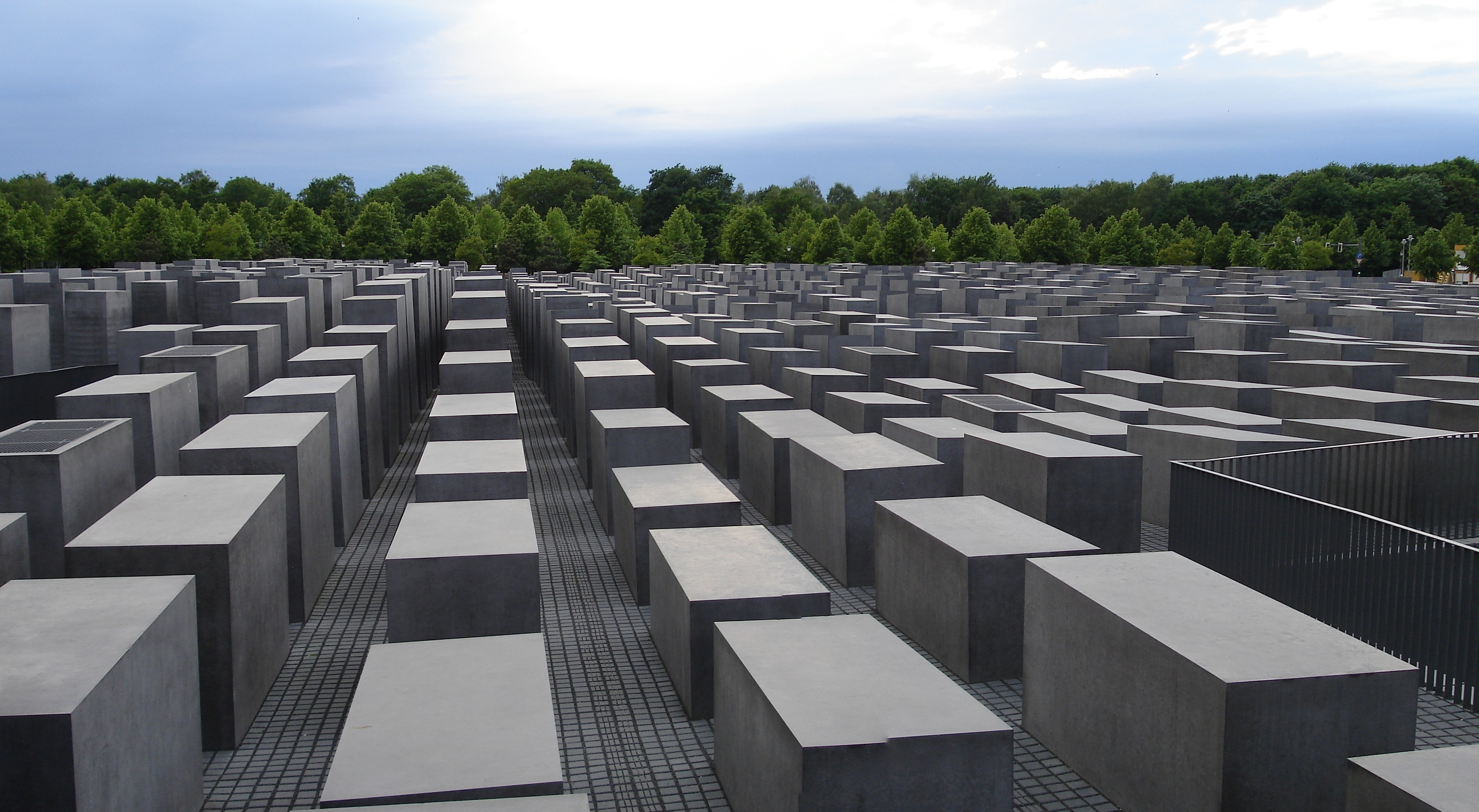
ホロコースト記念碑

「虐殺されたヨーロッパのユダヤ人のための記念碑」（ドイツ語: Denkmal für die ermordeten Juden Europas、通称：ホロコースト記念碑）は、2005年5月12日、ベルリンのブランデンブルク門の南に開設された、ホロコーストで殺されたユダヤ人犠牲者のための記念碑。1万9073㎡の敷地にグリッド状に並ぶコンクリート製の石碑2,711基が一般公開された。厚み0.95m・横幅2.38mのブロックが、多様な高さ（0m～約4.5m）で連なる。設計したのはアメリカ・ニューヨーク在住のピーター・アイゼンマン。地下にはホロコーストに関する情報センターがあり、イスラエルの記念館ヤド・ヴァシェムが提供したホロコースト犠牲者の氏名や資料などが展示されている。

## 敷地の歴史

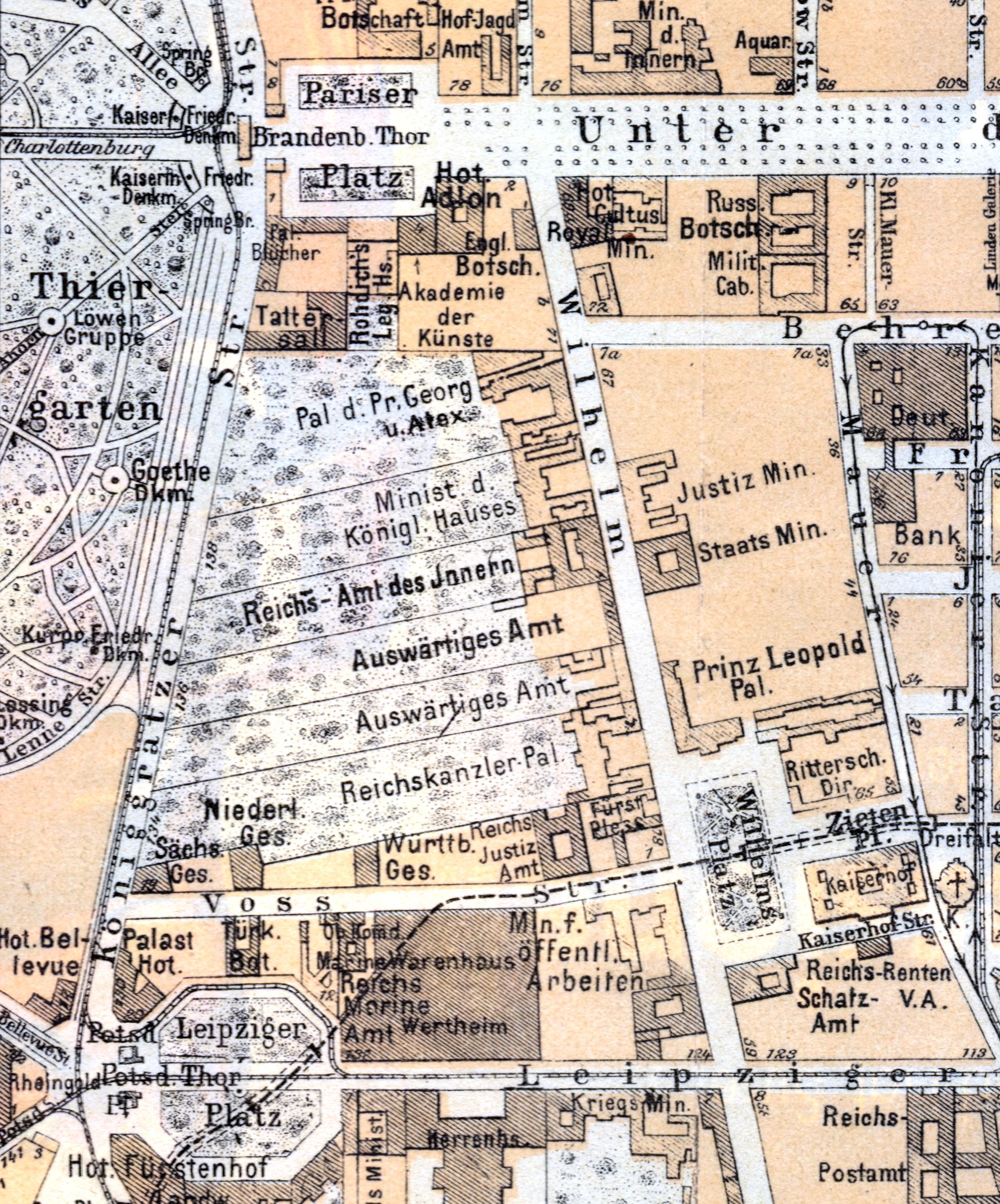
ミニスターゲルテン（1904年）。この一帯はベルリンの壁建設後は無人地帯となり、後にその一角が広大なホロコースト記念碑となった

この一帯は、ベルリン市街戦以前は「ミニスターゲルテン」（Ministergärten）と呼ばれる庭園地帯であった。18世紀にベルリン市街地が西に拡張された際、ブランデンブルク門の南に作られたヴィルヘルム街沿いにはプロイセン王国の貴族や軍人の宮殿のような邸宅が立ち並び、その裏手には、現在のエーベルト街までの間にそれぞれの宮殿に付属する細長い庭園が短冊状に作られていた。
19世紀にはプロイセン政府が各宮殿を買い上げて官庁に転用させた。ドイツ帝国を経てナチス・ドイツに至るまでの時期には、ヴィルヘルム街の両側には宮殿から転用された政府高官の官邸や官庁が立ち並んでおり、西の裏手の庭園群は「大臣の庭園」（ミニスターゲルテン）と呼ばれるようになった。これらの庭園は各省庁や官邸の専用であり、決して一般には公開されなかった。ナチス時代には、ヴィルヘルム街の首相官邸が総統官邸となり、1939年には巨大な新総統官邸が増築された。ミニスターゲルテンの南側は総統官邸の庭園へと改造され、その一角に造られた総統地下壕から独ソ戦の最後のベルリンの戦いが指揮された。
ベルリン市街戦で総統官邸や官庁街が破壊され、戦後の窮乏期にはミニスターゲルテン跡の空き地は農地と化した。1960年代にはベルリンの壁建設によって官庁街の廃墟が撤去され、一帯は広大な無人地帯となっていた。ナチス政権との関わりの深い場所の広大な範囲を、ホロコースト記念碑は占めている。

## ホロコースト記念碑の建設と、記念碑を巡る論争

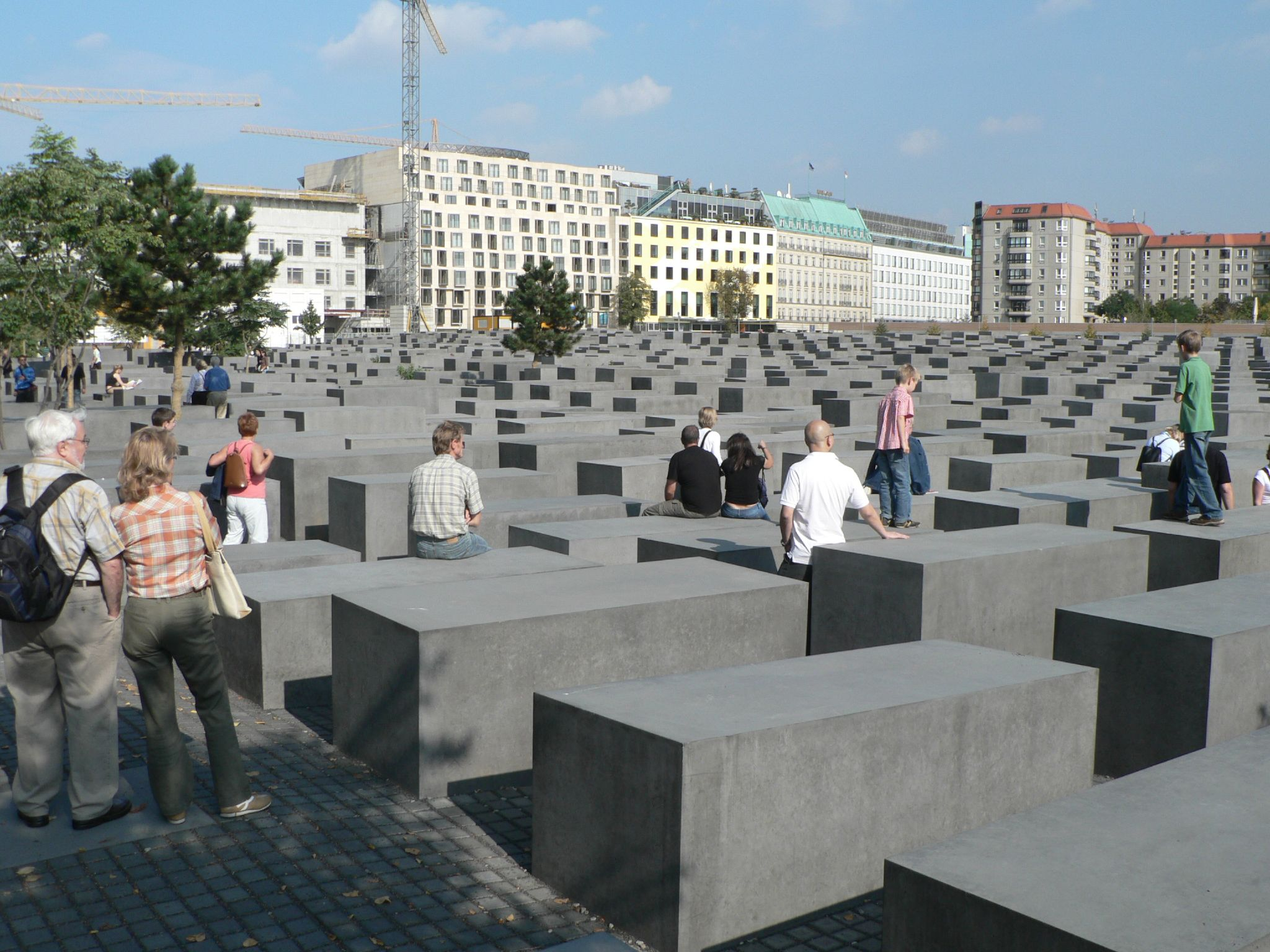
ホロコースト記念碑を来訪する人々

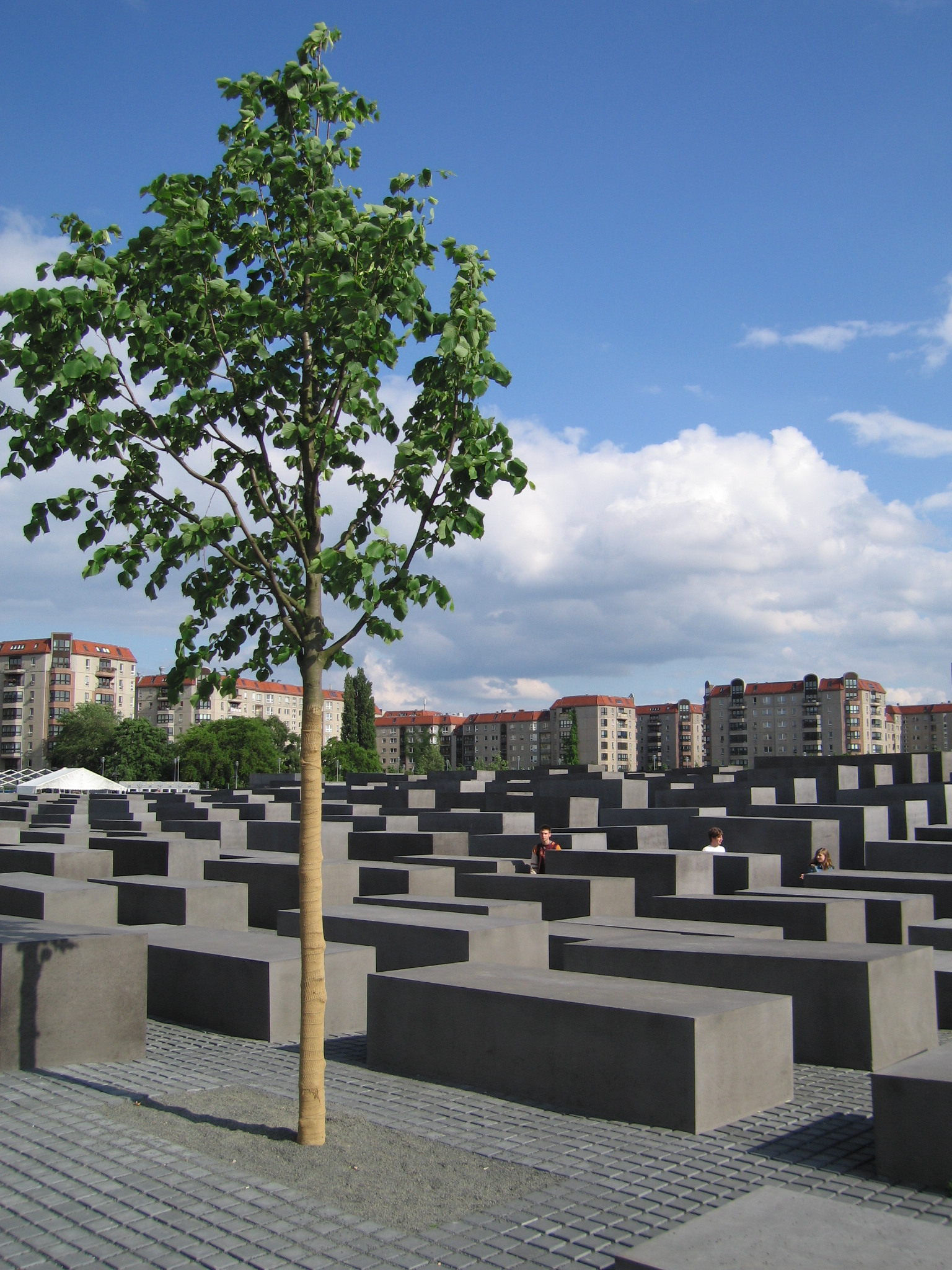
ホロコースト記念碑の一部となる樹木

建設計画は統一前の1988年に、歴史家のエバーハート・イェッケルとジャーナリストのレア・ロッシュの呼びかけによって開始された。
しかし、慰霊対象者をユダヤ人に限定するのか、それとも、戦争犠牲者、シンティとロマ（ジプシーの自称）、同性愛者、強制労働者、障害者などの犠牲者全体を対象とするか、またなぜこのような巨大な記念碑を建設する必要があるのかで激しい論争が起きた。歴史家ジェルジュ・コンラッドは「ジェットコースターのように人々を不安と恐怖にさらすのは歳の市のようである。ドイツの荒々しい大きさにサイズを合わせたような記念碑は不要であり、むしろ殺されたユダヤの子どもに合う様なサイズにすべきだ」とその設計を批判し、さらに「建設資金は殺されたユダヤ人もまた喜んで遊んだり食事をしたり散策したりするような設備のために使われるべきだ」とした。
1999年、連邦議会は、記念碑建設と財団設立を決定し、対象をヨーロッパのユダヤ人に限定することが可決した。のち、2003年4月から建設が開始されるが、コンクリートの液化装置と石碑の落書き防止に関わっていたDegussa社が、ナチス時代に強制収容所で使用されたチクロンBの製造会社の姉妹会社であることが判明し、同年10月に工事は一時停止される。建設責任者のレア・ロッシュは非難されたが、結局、Degussa社への委託は続けられ、同年末に工事が再開され、第二次世界大戦終結および強制収容所解放60周年、ドイツとイスラエルの国交樹立40周年である2005年の完成に至った。
なおユダヤ人以外のシンティとロマ、同性愛者といった犠牲者のための記念碑は、連邦政府が建設案を決議した後、2008年5月27日にナチズムの下で迫害された同性愛者の記念碑が、2012年10月24日には国家社会主義の下で殺害されたシンティとロマの記念碑が建てられた。